# Sergio Asenjo
Sergio Asenjo Andrés (Palencia, 28 juni 1989) is een Spaans doelman in het betaald voetbal. Hij tekende in juni 2014 bij Villareal CF. Dat nam hem over van Atlético Madrid, waarvan het hem daarvoor al een jaar huurde. Asenjo kwam uit voor verschillende nationale jeugdselecties en debuteerde in 2016 in het Spaans voetbalelftal.

## Clubvoetbal
Asenjo speelde meerdere jaren in de jeugd van Real Valladolid. In het seizoen 2007/2008 startte hij bij het tweede elftal, maar ondermaatse prestaties van de beide doelmannen van het eerste elftal, Ludovic Butelle en Alberto, leverden hem een kans op in het eerste elftal van Real Valladolid. Asenjo hield tijdens zijn debuut zijn doel schoon in de competitiewedstrijd tegen Villarreal CF (2-0 winst) op 12 december 2007. In de wedstrijden die volgden veroverde hij een basisplaats.
Na twee seizoenen bij Valladolid betaalde Atlético Madrid de omstreeks € 5.000.000,- om Asenjo van Vallodolid over te nemen. Hij tekende er in juli 2009 een vierjarig contract. Asenjo werd in Madrid tweede doelman achter David de Gea. Tijdens een invalbeurt in mei 2010 scheurde hij zijn kniebanden. Asenjo was hierdoor zes maanden buiten strijd. Begin 2011 verhuurde Atlético Asenjo voor zes maanden aan Malaga CF om zo wedstrijdritme op te doen.

## Cluboverzicht
| Seizoen | Club            | Competitie       | Wedstrijden | Doelpunten |
| ------- | --------------- | ---------------- | ----------- | ---------- |
| 2007/08 | Real Valladolid | Primera División | 24          | 0          |
| 2008/09 | Real Valladolid | Primera División | 23          | 0          |
| 2009/10 | Atlético Madrid | Primera División | 15          | 0          |
| 2010/11 | Atlético Madrid | Primera División | 0           | 0          |
| 2010/11 | → Malaga CF     | Primera División | 5           | 0          |
| 2011/12 | Atlético Madrid | Primera División | 2           | 0          |
| 2012/13 | Atlético Madrid | Primera División | 1           | 0          |
| 2013/14 | → Villareal CF  | Primera División | 35          | 0          |
| 2014/15 | Villareal CF    | Primera División | 34          | 0          |
| 2015/16 | Villareal CF    | Primera División | 4           | 0          |
| 2016/17 | Villareal CF    | Primera División | 24          | 0          |
| 2017/18 | Villareal CF    | Primera División | 23          | 0          |
| 2018/19 | Villareal CF    | Primera División | 32          | 0          |
| 2019/20 | Villareal CF    | Primera División | 34          | 0          |
| 2020/21 | Villareal CF    | Primera División | 36          | 0          |
| 2021/22 | Villareal CF    | Primera División | 6           | 0          |

Laatst bijgewerkt op 1 mei 2022.

## Interlandcarrière
In mei 2006 nam Asenjo met Spanje deel aan het EK Onder-17 in Luxemburg en behaalde de derde plaats. Hij speelde alle wedstrijden. Een jaar later behoorde de doelman tot de Spaanse selectie die het EK Onder-19 won. Asenjo begon als reservekeeper, maar in de halve finale tegen Frankrijk kwam hij als vervanger van de geblesseerde eerste doelman in het veld. Na een 0-0-eindstand stopte hij in de strafschoppenserie twee strafschoppen en Spanje haalde de finale. Met Asenjo als doelman werd die wedstrijd met 1-0 gewonnen.
In juni 2009 werd Asenjo opgeroepen om deel te nemen aan het EK Onder-21. Hoewel het Spaanse elftal al in de groepsfase werd uitgeschakeld, werd hij in de eerste wedstrijd door de UEFA uitgeroepen tot Man of the Match.
Asenjo debuteerde op zondag 29 mei 2016 onder leiding van bondscoach Vicente del Bosque in het Spaans voetbalelftal, in een oefeninterland tegen Bosnië en Herzegovina (3-1) in Sankt Gallen, net als Pablo Fornals, Héctor Bellerín, Diego Llorente, Denis Suárez, Mikel Oyarzabal, Marco Asensio en Iñaki Williams.

## Erelijst
| Competitie            |                 |                  |                 |                 |
| Competitie            | Aantal          | Jaren            |                 |                 |
| Atlético Madrid       | Atlético Madrid | Atlético Madrid  | Atlético Madrid | Atlético Madrid |
| --------------------- | --------------- | ---------------- | --------------- | --------------- |
| UEFA Europa League    | 2x              | 2009/10, 2011/12 |                 |                 |
| UEFA Super Cup        | 1x              | 2012             |                 |                 |
| Copa del Rey          | 1x              | 2012/13          |                 |                 |
| Villarreal            |                 |                  |                 |                 |
| UEFA Europa League    | 1x              | 2020/21          |                 |                 |
| Spanje –19            |                 |                  |                 |                 |
| Europees kampioen –19 | 1x              | 2007             |                 |                 |

1 Júnior ·
2 Costa ·
3 Albiol  ·
4 Bailly ·
5 Kambwala ·
6 Suárez ·
7 Moreno ·
8 Foyth ·
10 Parejo ·
11 Akhomach ·
12 Bernat ·
13 Conde ·
14 Comesaña ·
15 Barry ·
16 Baena ·
17 Femenía ·
18 Gueye ·
19 Pépé ·
20 Terrats ·
21 Pino ·
22 Pérez ·
23 Cardona ·
24 Pedraza ·
31 Álvarez ·
Coach: Marcelino